# Connarus andamanicus
Connarus andamanicus là một loài thực vật có hoa trong họ Connaraceae. Loài này được M.S.Mondal mô tả khoa học đầu tiên năm 1991.